# Il coraggio delle due
Il coraggio delle due (Two O'Clock Courage) è un film del 1945 diretto da Anthony Mann. La sceneggiatura si basa sul romanzo Two O'Clock Courage di Gelett Burgess, pubblicato a Indianapolis nel 1934.

## Trama
Un uomo affetto da amnesia, confuso e completamente ignaro di cosa gli sia accaduto e di chi sia, viene ritrovato da una donna tassista (Patty Mitchell). Ascoltando la radio sul taxi teme a poco a poco di essere coinvolto in un caso di omicidio di cui l'intera città parla e che la polizia e la stampa perseguono energicamente.
La donna, appassionatasi alla vicenda, lo aiuta a cercare di scoprire la propria identità e individuare la verità sui fatti.

## Distribuzione
Il copyright del film, richiesto dalla RKO Radio Pictures, Inc., fu registrato il 13 aprile 1945 con il numero LP13342.